# Luany
Luany Vitória da Silva Rosa, född den 3 februari 2003 i Nova Iguaçu, är en brasiliansk fotbollsspelare.

## Karriär
Luany inledde sin seniorkarriär i Fluminense FC år år 2019. 2023 kontrakterades hon av Seattle Reign FC, och värvades av Atlético Madrid Femenino år 2024. Hon debuterade i Brasiliens damlandslag år 2025.